# آمنا لیهوویچ
آمنا لیهوویچ (انگلیسی: Amna Lihović؛ زادهٔ ۸ فوریهٔ ۱۹۹۷) بازیکن فوتبال اهل بوسنی و هرزگوین است.
وی همچنین در تیم ملی فوتبال زنان بوسنی و هرزگوین بازی کرده‌است.